# Ren Sato
Ren Sato (Japans: 佐藤 蓮, Satō Ren) (Kanagawa, 5 augustus 2001) is een Japans autocoureur. In 2019 werd hij kampioen in het Japanse Formule 4-kampioenschap.

## Autosportcarrière
Sato begon zijn autosportcarrière in het formuleracing in 2018 en nam deel aan het Japanse Formule 4-kampioenschap. Als protegé van Honda kwam hij uit voor het team Honda Formula Dream Project. Hij behaalde zijn beste resultaat met een vierde plaats op het Suzuka International Racing Course en eindigde met 58 punten op de zevende plaats in het kampioenschap.
In 2019 bleef Sato actief in de Japanse Formule 4 bij Honda. Hij domineerde het seizoen met elf overwinningen en twee tweede plaatsen uit veertien races en werd met 311 punten overtuigend kampioen in de klasse. Tegen het eind van het seizoen debuteerde hij tevens in het Franse Formule 4-kampioenschap tijdens het raceweekend op het Circuit Magny-Cours, waarin hij een negentiende en twee elfde plaatsen behaalde.
In 2020 maakte Sato de fulltime overstap naar de Franse Formule 4. Hij won vier races: twee op Magny-Cours en een op zowel het Circuit Paul Ricard en het Circuit Spa-Francorchamps. Daarnaast stond hij in acht andere races op het podium. Met 257 punten werd hij achter zijn landgenoot Ayumu Iwasa, eveneens Honda-protegé, tweede in de eindstand.
In 2021 keerde Sato terug naar Japan om deel te nemen aan de Super Formula Lights bij het team Toda Racing. Daarnaast reed hij ook in de GT300-klasse van de Super GT bij het Autobacs Racing Team Aguri. In de Lights-klasse won hij vijf races, vier op de Twin Ring Motegi en een op de Fuji Speedway. Met 92 punten werd hij achter Teppei Natori en Giuliano Alesi derde in het eindklassement. In de Super GT deelde hij een auto met Shinichi Takagi, met wie hij drie podiumplaatsen behaalde en als vierde in het klassement eindigde met 45 punten. Hij kwam echter tijdens de seizoensfinale op Fuji in opspraak nadat hij, vanwege een remfout, in aanraking kwam met de Toyota van Naoki Yamamoto, die in de strijd was om kampioen te kunnen worden in de GT500-klasse. Sato, wiens inschrijving ook nog in de strijd was om de GT300-titel, ontving hiervoor een straf. Beide auto's konden door de crash geen kampioen worden.
In 2022 maakt Sato de overstap naar de Super Formula, waarin hij uitkomt voor het Team Goh.